# Asesinato de Brenda Sue Brown
Brenda Sue Brown (Sanford, Carolina del Norte; 15 de mayo de 1955 - Shelby, Carolina del Norte; 27 de julio de 1966) fue una joven estadounidense de 11 años que fue secuestrada y asesinada. Su cuerpo fue encontrado por equipos de rescate en una zona boscosa cerca del centro de Shelby, pueblo de Carolina del Norte. Sin pistas y sin pruebas suficientes para realizar un arresto, el asesinato se convirtió en un caso sin resolver durante más de 40 años, hasta que en 2006 nuevas pruebas reabrieron el expediente.

## Secuestro y muerte
Después de pasar la mañana discutiendo con sus hermanas menores por un estuche de polvos compactos, a Brenda Sue le pidieron que acompañara a su hermana Patricia, de seis años, a dos manzanas de distancia, a una clase del programa educativo Head Start. Esa fue la última vez que se vio con vida a Brenda Sue.
A las 10:15, la madre de Brenda Sue, Gladys Brown, comenzó una búsqueda puerta por puerta. Brown condujo por su vecindario, preguntando a los vecinos y a los automovilistas que pasaban si habían visto a la niña. Una hora más tarde, se formó un equipo de búsqueda con miembros del equipo de rescate de Shelby.
Ocho horas más tarde, a las 18:45, el cuerpo desnudo de Brenda Sue fue encontrado en una zona boscosa a 150 pies de South Lafayette Street, no muy lejos de su casa. Su cuerpo estaba cubierto con ramas de árboles recién cortadas, hojas y maleza. El vestido rojo y blanco que llevaba puesto estaba cuidadosamente doblado y colocado sobre la maleza. Cerca se encontró una roca ensangrentada.

## Investigación
Las autoridades determinaron que la pequeña había sido golpeada hasta la muerte con la piedra encontrada cerca. Su cráneo tenía doce fracturas. La policía informó de que, aunque el cuerpo estaba desnudo, no había sido violada. La policía creía que el asesino iba a pie porque, debido al intenso tráfico de la calle South Lafayette, no habría podido salir del coche y obligar a la niña a entrar en el bosque sin ser visto.
En ese momento, la policía tenía varios sospechosos. Entre ellos se encontraba un hombre blanco calvo no identificado que se había exhibido ante la hermana de Brenda Sue unos días antes, y un niño negro de 13 años con discapacidad mental llamado Robert Roseboro. El hombre blanco no identificado que se exhibió no pudo ser encontrado.
Robert Roseboro fue interrogado brevemente por la policía. Cuando el agente Harold Smith lo interrogó, Roseboro permaneció en silencio. «No respondía. Se limitó a quedarse sentado. El silencio de Roseboro lo hizo aún más sospechoso», dijo Smith. Según Smith, el hecho de que viviera a unos cientos de metros del lugar donde se encontró el cuerpo de Brenda Sue y se negara a responder a las preguntas lo convirtió en sospechoso.
El público estaba desconcertado por el hecho de que Roseboro, que había sido visto en la zona la mañana del asesinato de Brenda Sue, no fuera interrogado más a fondo por la policía. La gente teorizó que podría haber sido protegido por una organización criminal local que dominaba la ciudad de Shelby en la década de 1960.
«Simplemente no teníamos suficientes pruebas contra él. Tuvimos que dejarlo ir», dijo Smith. Afirmó que él y otros investigadores creían que Roseboro había matado a Brenda Sue.

## Asesinato de Mary Helen Williams
A las 11:30 del 22 de junio de 1968, una mujer y su hija llegaron a Mary's Cannon Towel Outlet. Se trataba del negocio de Mary Helen Williams, ubicado en Dixon Boulevard, en Shelby. Allí vieron un cartel de «cerrado» colgado en una ventana.
La hija miró por la ventana y vio a una mujer tirada en el suelo cubierta de sangre. Se llamó a la policía de Shelby, que acudió al negocio, donde Robert Roseboro salió con las manos en alto. Mary Helen Williams fue encontrada desnuda, con el cuerpo golpeado y apuñalado con unas tijeras. El forense del condado dijo más tarde que, aunque la señora Williams fue encontrada desnuda, no había sido violada. En el baño de la tienda, la policía encontró el vestido y la ropa interior de la señora Williams.
En el momento del asesinato de Williams, la segregación racial era intensa en Shelby. Los rumores de que el Ku Klux Klan amenazaba con hacer daño a Roseboro se tomaron tan en serio que fue trasladado en secreto a una cárcel de un condado cercano hasta su juicio en 1969.
Durante el juicio por asesinato, que duró dos días, un patólogo testificó que la sangre encontrada en la ropa de Roseboro era del tipo «A», que coincidía con el tipo de sangre de la señora Williams. Roseboro negó haber matado a la señora Williams, alegando que la policía había mentido sobre la investigación y que él no tenía ningún motivo para cometer el asesinato, ya que no había habido violación ni robo. Dibujó mapas de dónde se encontraba en el edificio cuando llegó la policía y explicó cómo la sangre de Williams había llegado a su ropa.
Roseboro fue declarado culpable en mayo de 1969 del asesinato de Mary Helen Williams y condenado a muerte. Sin embargo, su sentencia se redujo a cadena perpetua. Debido a las similitudes entre este caso y el asesinato de Brenda Sue Brown, se extendió la creencia local de que Roseboro había matado a ambas.
Cuando se reabrió el caso de Brenda Sue Brown en 2005, los detectives visitaron a Roseboro en prisión, pero este se negó a hablar sobre el caso.
En febrero de 2010, Roseboro fue citado a comparecer en una audiencia en el condado de Cleveland para determinar si existían pruebas suficientes en el caso del asesinato de Brenda Sue Brown para llevar a juicio a un nuevo sospechoso, Thurman Price. Durante su testimonio, que duró menos de diez minutos, Roseboro negó haber matado a Brenda Sue. Dijo que no sabía quién lo había hecho y que no recordaba nada del día en que fue asesinada. Dijo: «Están hablando de algo que ocurrió hace cuarenta años. ¿Cómo voy a recordar algo que ocurrió hace tanto tiempo?».

## Reapertura del caso
En 2005, las hermanas de Brenda Sue Brown, Patricia Buff y Mary McSwain, pasaron meses pidiendo al Departamento de Policía de Shelby que reabriera el caso. Los agentes les dijeron que los expedientes del caso habían desaparecido.
Tras cuatro días de búsqueda en los archivos almacenados, estos fueron encontrados en una caja sin identificar junto con los archivos del caso del asesinato de Mary Helen Williams. Sin embargo, faltaban muchas pruebas, entre ellas el vestido, la ropa interior y los zapatos de Brenda Sue, su polvera, la piedra que se utilizó para matarla, dos frascos de sangre, restos de uñas, ramas y una muestra de cabello.
Según los registros policiales, el sheriff Allen fue la última persona en poseer estas pruebas después de haberlas recuperado de la Oficina Estatal de Investigación en Raleigh (Carolina del Norte), en agosto de 1966. La única prueba física que aún se conservaba era una huella palmar ensangrentada que se tomó del zapato de Brenda Sue en 1966.
El 15 de mayo de 2006, el cuerpo de Brenda Sue fue exhumado del cementerio de Spring Hill Church Road en Lillington (Carolina del Norte), y examinado en busca de cualquier prueba disponible. El ataúd de madera en el que fue enterrada se había desintegrado y solo quedaban algunos huesos. El 21 de mayo de 2006 se celebró un funeral público y los restos de Brenda Sue fueron enterrados en el cementerio Sunset de Shelby (Carolina del Norte).

## Arresto de Thurman Price en 2007
En la primavera de 2006, el periódico The Shelby Star publicó una serie de 13 artículos con motivo del cuadragésimo aniversario del asesinato de Brenda Sue Brown. Poco después, Lori Lail se presentó ante la policía y afirmó que su abuelo, Earl Mickey Parker, le había dicho poco antes de su muerte (el 26 de junio de 2002) que él y un hombre llamado Thurman Price habían matado a Brenda Sue.
El 12 de febrero de 2007, la policía de Shelby detuvo a Thurman Price, de 79 años, acusado de asesinato en primer grado. La casa de Price se encuentra cerca del lugar donde se encontró el cuerpo de Brenda Sue. No está claro si Price vivía allí en julio de 1966. Según los registros del condado, Price no compró la casa hasta 1973. Fue puesto en libertad el 16 de febrero de 2007 tras pagar una fianza de 50 000 dólares y negó cualquier implicación en el asesinato de Brenda Sue.
La acusación indicaba que Earl Mickey Parker había descrito con detalle cómo fue asesinada Brenda Sue y, según las autoridades, su confesión a su nieta coincide con las pruebas encontradas en la escena del crimen en julio de 1966. Según los registros judiciales, Lori Lail llamó a la familia de Brenda Sue Brown el 3 de abril de 2006 y le dijo a la hermana de Brenda Sue que el asesino era Thurman Price, pero no mencionó la participación de su abuelo.
El 10 de mayo de 2007, el cuerpo de Earl Mickey Parker fue exhumado del cementerio Sunset en Shelby para ver si su huella palmar coincidía con la huella palmar ensangrentada encontrada en el zapato de Brenda Sue. Los resultados de esta prueba no fueron concluyentes porque las manos del cuerpo estaban demasiado deterioradas para obtener una huella.

### Antecedentes penales de Parker y Price
En 1954, Parker, de 26 años, y Price, de 25, fueron acusados juntos por la violación de Shirley Morrison, una niña de 12 años, en Patterson Springs (Carolina del Norte). En enero de 1955, los hombres se declararon culpables de agresión con intención de violar. Según los registros judiciales, Parker y Price fueron condenados a una pena de prisión de 3 a 5 años, con suspensión de la pena, con la obligación de mantener un empleo, no beber alcohol y pagar las costas judiciales de 240 dólares de la época.

#### Confesión en el lecho de muerte
El 9 de febrero de 2010, un juez del condado de Cleveland dictaminó que la confesión en el lecho de muerte de Earl Mickey Parker y el testimonio de Lail serían admitidos como pruebas en el juicio. Lori Lail testificó en la vista que, en junio de 2002, su abuelo, Earl Mickey Parker, le confesó en su lecho de muerte que él y Thurman Price habían matado a Brenda Sue Brown en 1966.
Thurman Price mantuvo su inocencia hasta su muerte, el 4 de agosto de 2012, mientras aún esperaba el juicio.
Según Lail, estaba sola con su abuelo en su habitación del hospital Cleveland Regional Medical Center, en Shelby, cuando él le dijo: «He hecho cosas malas en mi vida y, antes de poder seguir adelante, necesito quitármelas de encima». Lail recordó la historia que le contó su abuelo:

La noche anterior había ido a la casa de un contrabandista local, donde se encontró con Price y bebió durante varias horas. Mientras caminaban hacia casa a la mañana siguiente, vieron a Brenda Sue cerca de South Lafayette Street y se acercaron sigilosamente por detrás con la intención de violarla. Lail describió cómo Parker le contó que Price había agarrado a Brenda Sue y la había arrastrado desde la carretera hasta donde «había un niño negro jugando en un campo y Price le gritó que se fuera a casa». Supuestamente, se trataba de Robert Roseboro. Según el relato del abuelo de Lail, Brenda Sue se defendió con fuerza y arañó a Price, lo que le enfureció, por lo que cogió una piedra, le golpeó en la cara y le dijo a Parker que tenían que matarla porque «esta vez se irían y cumplirían la condena».